# Musculus japonica
Musculus japonica är en musselart. Musculus japonica ingår i släktet Musculus och familjen blåmusslor. Inga underarter finns listade i Catalogue of Life.